# Pseudostygarctus mirabilis
Pseudostygarctus mirabilis is een soort in de taxonomische indeling van de beerdiertjes (Tardigrada). 
Het diertje behoort tot het geslacht Pseudostygarctus en behoort tot de familie Stygarctidae. De wetenschappelijke naam van de soort werd voor het eerst geldig gepubliceerd in 1998 door de Zio Grimaldi, D'Addabbo Gallo & Morone de Lucia.